# 哈魯馬山
20°23′51″S 68°23′47″W / 20.39750°S 68.39639°W

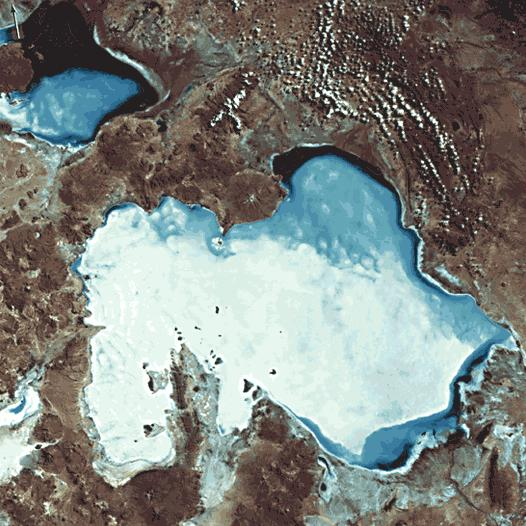

哈魯馬山（Jaruma），是玻利維亞的山峰，位於該國西南部波托西省丹尼尔·坎波斯县，東面是烏尤尼鹽沼，屬於安第斯山脈的一部分，海拔高度4,863米。